# Église Saint-Joseph de Kalkara

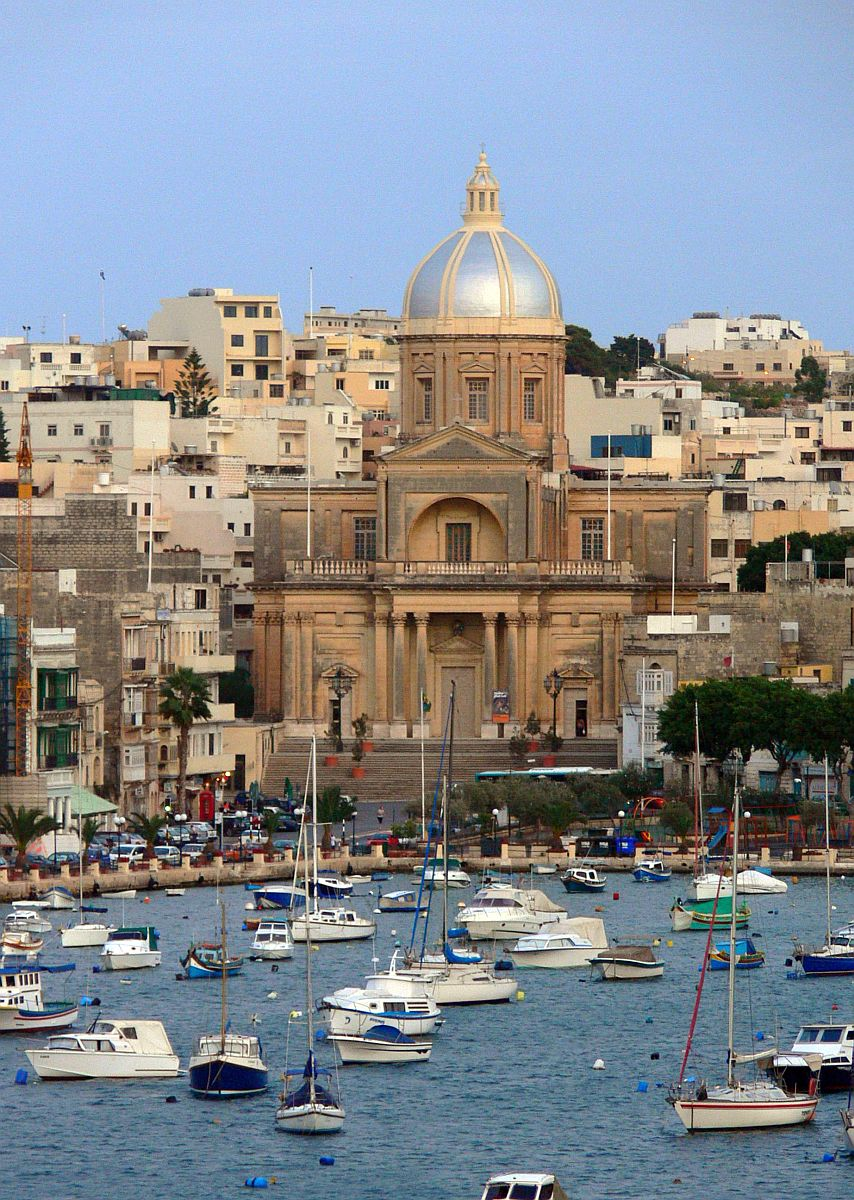
Église Saint-Joseph de Kalkara

L’église paroissiale Saint-Joseph est une église catholique située à Kalkara, à Malte.

## Historique
Devant l'afflux de personnes venant à Kalkara, une nouvelle église fut construite en 1890. Les bombardements ayant détruit l'église, un nouvel édifice a été édifié.